# Liste des navires de l'United States Army
 (30 janvier 2016).
La liste des navires de l'United States Army est une liste de tous les navires de l'United States Army à avoir été en service au cours de son histoire.

## Histoire
Pendant la Seconde Guerre mondiale, l'Armée de terre des États-Unis a utilisé environ 127 800 embarcations de divers types. Parmi celles-ci figuraient de grands navires de transport de troupes et de marchandises dont la coque appartenait à l'armée, des navires alloués par la War Shipping Administration, des affrètements coque nue et des affrètements à temps. En plus des transports, la flotte de l'Armée comprenait des types spécialisés. Il s'agit notamment de navires non liés au transport, tels que les navires miniers, les navires d'entretien des voies navigables ou des ports et d'autres embarcations de service. Les chiffres ci-dessous  donnent une idée de l'ampleur des opérations maritimes de l'armée de terre :
- Les navires de transport de troupes et de marchandises de plus de 1 000 tonnes brutes qui transportaient souvent les navires de transport de l'armée américaine portent le préfixe "USAT" avec leur nom s'ils appartenaient à l'armée ou s'ils étaient affectés à long terme : 1 557 navires
- Autres navires de plus de 1 000 tonnes brutes, y compris les navires-hôpitaux (préfixe "USAHS"), les navires câbliers, les navires de réparation d'avions, les navires de réparation portuaire et autres sans autre titre que "U.S. Army" et un numéro ou un nom : 108 navires
- Navires de moins de 1 000 tonnes brutes de nombreux types, dont les 511 FS ("Freight and Supply"), petits cargos côtiers non standard de conception variée, 361 minibus dont les grands Mine Planters transportant le Mine Planter de l'armée américaine (préfixe "USAMP") avec un numéro au-dessus d'un nom, 4 343 remorqueurs de tous types et un éventail varié de 4 697 vedettes et petits bateaux de service juste désignés par l'armée américaine avec un numéro ou un nom : 12 379
- Barges et embarcations non motorisées comprenant 16 787 pontons : 25 383
- Navires d'assaut amphibies : 88 366

En limitant le nombre aux seuls navires nommés et numérotés, sans compter les diverses barges simples et les embarcations d'assaut amphibies, le nombre restant est de 14 044 navires.

## Vue d'ensemble
Cette flotte et les ports d'embarquement de l'armée de terre,, ont fonctionné tout au long de la logistique militaire massive de la Seconde guerre mondiale pour soutenir les opérations à l’échelle mondiales. Après la guerre, la flotte de l'armée a commencé à reprendre son rôle de temps de paix et a même retrouvé les anciennes couleurs des coques grises, des cabines de pont blanches et des garnitures de couleur chamois, des mâts et des bômes avec les anneaux de pile rouges, blancs et bleus. On peut en voir un exemple sur les photos de l'USAT Fred C. Ainsworth].
Une certaine confusion peut exister dans la définition précise de "navire de l'armée", car de nombreux navires ont fait leur service militaire pendant la Seconde Guerre mondiale et n'ont jamais fait partie de la flotte de l'armée ou ne l'ont fait que brièvement (un bref affrètement de temps ou de voyage). Les navires de la flotte principale appartenant à l'armée de terre sont assez clairs, même si certains d'entre eux sont passés de l'armée de terre à la marine pendant la guerre. Les navires affrétés par l'armée de terre étaient proches de ces derniers, ce qui signifie que seule la coque était affrétée et que l'armée de terre était responsable de l'équipage et de tous les autres aspects opérationnels. D'autres étaient des affectations à long terme à l'Armée de terre par l'Administration de la navigation de guerre, de sorte qu'ils ont fonctionné comme des navires de transport et de cargaison de l'Armée de terre pendant la plus grande partie de la guerre. Les navires les plus déroutants sont ceux qui étaient des navires affrétés à court terme ou pour une période déterminée ou pour un voyage.
Dans la zone du Pacifique Sud-Ouest, pendant l'urgence de l'avancée japonaise dans toute l'Asie du Sud-Est, les Indes orientales néerlandaises et les Philippines, même les accords d'affrètement étaient souvent vagues, car les navires arrivant en Australie étaient retenus par les forces américaines en Australie (USFIA) pour des opérations en Australie. Certains de ces navires, acquis et exploités par les services d'approvisionnement de l'armée américaine dans la zone du Pacifique Sud-Ouest (USASOS SWPA), ont acquis une certaine notoriété dans l'histoire militaire en effectuant des voyages audacieux pour réapprovisionner les forces coupées aux Philippines par l'Australie ou par les Indes orientales néerlandaises déjà effondrées :

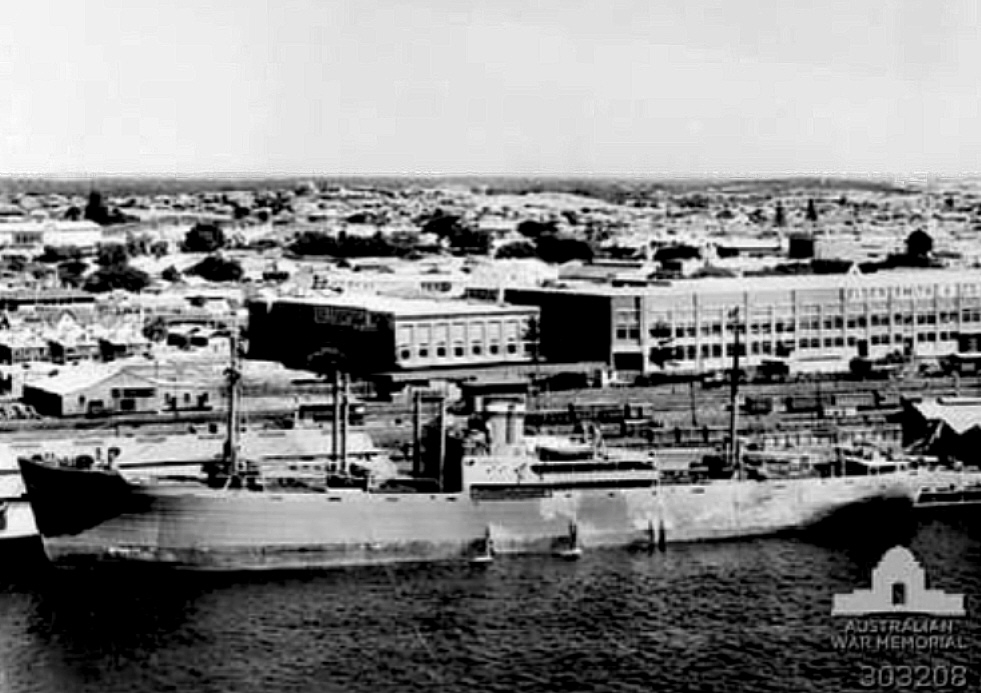
Le Dona Nati, immatriculé aux Philippines, fait partie de la "flotte du général MacArthur en 1942". Il est l'un des trois navires à avoir réussi à forcé le blocus japonais des Philippines.

Cette situation est décrite par Masterson à la page 324 :
Le 28 avril, le général MacArthur rapporte que sa flotte se compose de vingt-huit navires - les vingt-et-un navires KPM (Koninklijke Paketvaart-Maatschappij), dont la majorité n'a pas été livrée; le Dona Nati. Le Admiral Halstead, le Coast Farmer, et le MS Sea Witch, affrétés par la WSA ; et le Anhui, le Yochow et le Hanyang, que l'on pense avoir été affrétés par le ministère britannique des transports de guerre (British Ministry of War Transport ou BMWT) pour l'armée américaine, bien qu'aucune information officielle concernant leur statut n'ait été reçue.
Trois de ces navires, Coast Farmer, Dona Nati et Anhui sur un nombre envoyé [Quoi ?], ont réussi à forcer le blocus japonais des Philippines et à livrer des fournitures.
Après la guerre, la réorganisation a conduit à la création du département de la Défense des États-Unis (US Department of Defense)  plutôt que d'un département de la Guerre des États-Unis (Department of War) et d'un département de la Marine des États-Unis (US Department of the Navy) séparés, la décision sur la logistique maritime allant dans le sens d'une administration par la marine. En conséquence, l'armée de terre a perdu presque tous ses gros navires. De nombreux navires de l'Armée de terre ont été transférés à la Marine, les types de transport devenant des composantes du nouveau Service de transport maritime militaire (Military Sea Transportation Service ou MSTS, maintenant MSC) sous la Marine,. Certains des navires spécialisés de l'Armée de terre sont devenus des navires commissionnés par la Marine (USS) ou des navires utilitaires non commissionnés. Des photographies numériques de quelques-uns de ces navires en service dans l'armée sont fournies au Commandement de l'histoire et du patrimoine naval. D'autres ont été vendus dans le commerce ou simplement mis au rebut.
L'héritage de l'armée de terre en matière de navires de transport et de cargos à équipage civil s'est poursuivi dans le modèle d'exploitation des MSTS et de ses navires non commandés "en service" désignés comme navires de la marine américaine (préfixe "USNS"). Certains navires de l'Armée, dont l'équipage est toujours composé de civils de l'Armée qui viennent d'être transférés, naviguaient soudainement avant d'assumer pleinement les fonctions et les couleurs administratives du nouveau service.

## Classe de navires actuellement en service
L'US Army opère une cinquantaine de navire de cinq classes en excluant les navires du Corps du génie de l'armée des États-Unis :
- USAV Spearhead (TSV-X1) (en)
- un navire de classe Stalwart-class ocean surveillance ship (en) opéré comme Kwajalein Mobile Range Safety System (KMRSS)[13]
- Runnymede-class large landing craft (en)
- MGen. Nathanael Greene-class large coastal tugs (en)
- General Frank S. Besson-class logistics support vessel (en)

## Navires de réparation d'aéronef (Aircraft Repair Ship)
- 1st ARU(F) Major General Robert Olds
- 2d ARU(F) Major General Herbert A. Dargue[14]
- 3rd ARU(F) Major General Walter R. Weaver
- 4th ARU(F) Brigadier General Asa N. Duncan
- 5th ARU(F) Brigadier General Clinton W. Russell
- 6th ARU(F) Brigadier General Alfred J. Lyon
- FS-204 Col. Clifford P. Bradley
- FS-205 Col. Richard E. Cobb
- Col. John D. Corkille[15],[16]
- FS-207 Col. Demas T. Craw
- FS-208 Col. Everett S. Davis
- FS-209 Col. Sam L. Ellis
- FS-210 Col. Oliver S. Ferson
- FS-211 Col. Percival E. Gabel
- FS-212 Col. Donald M. Keiser
- FS-213 Col. Douglas M. Kilpatrick
- FS-214 Col. Raymond T. Lester
- FS-215 Col. Donald R. Lyon
- FS-216 Col. William J. McKiernan
- FS-217 Col. Armand Peterson
- FS-218 Col. Charles T. Phillips
- FS-219 Col. Edgar R. Todd
- FS-220 Col. Harold B. Wright
- FS-221 Col. Francis T. Ziegler

## Navires de réparation navale (Seacraft Repair Ship)
- USARS James B. Houston (1900), part of 803d AMSR Co.
- USARS W. J. Connors (1901), 804th AMSR Co.
- USARS William F. Fitch (1902), first in SWPA, 801st AMSR CO.
- USARS Duluth (1903), (802d AMSR Co.)[17]
- USARS J. E. Gorman (1909), 803d AMSR Co[18].
- USARS J. M. Davis (1913), 805th AMSR Co.
- Koondooloo 524 grt
- Rufus King

## Petits navires

### Retrieving Vessel
- H.A. 2 Morrow
- H.A. 3 Van Nostrand
- H.A. 4 Miller
- H.A. 5 Beck
- H.A. 6 Colgan
- H.A. 7 Chandler
- H.A. 8 Bane
- H.A. 9 Bower
- H.A. 10 Stone
- H.A. 11 (?)
- H.A. 12 (?)

### Goélettes
- Wawona[19]
- Thayer[20]
- Coringle (S-31)[21]
- Tuhoe (S-132)[22]
- Argosy Lemal (S-6)
- Harold (S-58, CS-3)
- Geoanna (IX-61, TP-249, S-382, CS-1)
- Volador (IX-59, TP-248, S-385, CSM-1)

## Navires cabliers
- Dellwood
- Silverado
- Restorer (Commercial Cable Ship under Army charter)[23]
- Col. William A. Glassford (BSP - Self Propelled Barge)[24] renommé USS Nashawena (YAG-35/AG-142)[25]
- Basil O. Lenoir (BSP - Self Propelled Barge)[24]
- Gen. Samuel M. Mills (1942 Mine Planter)
- Joseph Henry (Associated with Coast Artillery Corps mine work)
- Lt. Col. Ellery W. Niles (1937 Mine Planter)
- USACS Albert J. Myer
- William Bullard[26]
- Brico (ex-fishing vessel turned cable barge)

## Navires de réhabilitation portuaire (U.S. Army Engineer Port Repair Ship)
- Junior N. Van Noy
- Arthur C. Ely
- Joe C. Specker
- Robert M. Emery
- Richard R. Arnold
- Thomas F. Farrel Jr.
- Marvin Lyle Thomas
- Henry Wright Hurley
- Glenn Gerald Griswold
- Madison Jordan Manchester

## Navires de dragage du corps des ingénieurs
- Sergeant Floyd (towboat)
- William M. Black (dredge)
- Montgomery (snagboat)
- WT Preston
- Chester Harding (dredge)[27]
- William T. Rossell (dredge)
- William L. Marshall (dredge)
- Hains (1942)
- Hoffman (1942)
- Hyde (1945)
- Barth (1945)
- Lyman (1945)
- Davidson (1945)
- Raymond (1926)

## Mouilleur de mines
- Col. George Armistead (1904)
- Cyrus W. Field (1904) (See note)
- Col. Henry J. Hunt (1904)
- Gen. Henry Knox (1904)
- Maj. Samuel Ringgold (1904)
- Gen. Royal T. Frank (1909)
- Joseph Henry (1909) (See note)
- Gen. Samuel M. Mills (1909)
- Gen. E. O. C. Ord (1909)
- Gen. John M. Schofield (1909)
- Gen. William M. Graham (1917)
- Col. George F. E. Harrison (1919)
- Gen. Absalom Baird (1919)
- Gen. J. Franklin Bell / Brig. Gen. John J. Hayden (1919)
- Brig. Gen. Edmund Kirby (1919)
- Gen. Wallace F. Randolph (1919)
- Gen. John P. Storey (1919)
- Col. Albert Todd (1919)
- Col. Garland N. Whistler (1919)
- Col. John V. White (1919)
- Lt. Col. Ellery W. Niles (1937)
- USAMP General Henry Knox (MP-1) (1942)
- USAMP Colonel Henry J. Hunt (MP-2) (1942)
- USAMP Colonel George Armistead (MP-3) (1942)
- Gen. Samuel M. Mills (MP-4) (1942)
- USAMP 1st Lt. William G. Sylvester (MP-5) (1942)
- Brig. Gen. Henry L. Abbott (MP-6) (1942)
- USAMP Major General Wallace F. Randolph (MP-7) (1942)
- USAMP Colonel John Storey (MP-8) (1942)
- Maj. Gen. Arthur Murray (MP-9) (1942)
- Maj. Gen. Erasmus Weaver (MP-10) (1942)
- Maj. Samuel Ringgold (MP-11) (1942)[28]
- Brig. Gen. Royal T. Frank (MP-12) (1943)
- Col. Alfred A. Maybach (MP-13) (1943)
- Col. Horace F. Spurgin (MP-14) (1943)
- Col. Charles W. Bundy (MP-15) (1943)
- Col. George Ricker (MP-16) (1943)
- General Richard Arnold (1909)
- JMP Major Albert G. Jenkins (1921)
- JMP Lt. Col. M.N. Greeley[29]
- FS-63
- FS-64
- FS-70[30]

## Navires de fret et d'approvisionnement (freight and supply vessels/ FS)
- U.S. Army FS-99
- U.S. Army FS-214
- U.S. Army FS-217
- U.S. Army Atkins (FS-237)
- U.S. Army FS-255
- U.S. Army FS-256
- U.S. Army FS-263
- U.S. Army FS-267
- U.S. Army FS-274
- U.S. Army FS-275
- U.S. Army FS-278
- U.S. Army FS-282
- U.S. Army FS-287[31]
- U.S. Army FS-288
- U.S. Army FS-289
- U.S. Army FS-316
- U.S. Army FS-343
- U.S. Army FS-344
- U.S. Army FS-345
- U.S. Army FS-347
- U.S. Army FS-361
- U.S. Army FS-370
- U.S. Army FS-371
- U.S. Army FS-385
- U.S. Army FS-391
- U.S. Army FS-394
- U.S. Army FS-395
- U.S. Army FS-396
- U.S. Army FS-407
- U.S. Army FS-411
- U.S. Army FS-524
- U.S. Army FS-589
- U.S. Army FS-751
- Belle of Portugal[1], (a aussi servi comme YP 321)[32]
- Southern Seas

## Navire-hôpital
- USAHS Acadia
- USAHS Aleda E. Lutz
- USAHS Algonquin
- USAHS Blanche F. Sigman
- USAHS Charles A. Stafford
- USAHS Chateau Thierry
- USAHS Comfort
- USAHS Dogwood
- USAHS Emily H. M. Weder
- USAHS Ernest Hinds
- USAHS Ernestine Koranda
- USAHS Francis Y. Slanger
- USAHS Hope
- USAHS Jarrett M. Huddleston
- USAHS Jasmine
- USAHS John J. Meany
- USAHS John L. Clem
- USAHS Larkspur
- USAHS Louis A. Milne
- USAHS Marigold
- USAHS Mercy
- USAHS Poppy
- USAHS Relief
- USAHS Republic
- USAHS Seminole
- USAHS Shamrock
- USAHS St. Mihiel
- USAHS St. Olaf
- USAHS Thistle
- USAHS Wisteria
- Mactan
- Tasman

## Navires de transport

### A
- USAT Acadia
- USAT Aconcagua
- USAT Acorn Knot
- USAT Admiral C. F. Hughes
- USAT Admiral E. W. Eberle
- USAT Admiral W. S. Sims
- USAT Agwileon
- USAT Albert M. Boe
- USAT Alchibr
- USAT Algonquin
- USAT America
- USAT American Legion
- USAT Amphion
- USAT Ancon
- USAT Antilles
- USAT Arcata
- USAT Arrow
- USAT Artemis

### B
- USAT Barbara C.
- USAT Belle Isle
- USAT Black Hawk
- USAT Blanche F. Sigman
- USAT Blue Jacket
- USAT Borinquen
- USAT Bowling Green Victory
- USAT Bridgeport
- USAT Brigadier General Arthur W. Yates (ferry)
- USAT Brigadier General Harry E. Rethers
- USAT Brigadier General William E. Horton (ferry)
- USAT Buford

### C
- USAT Cambrai
- USAT Cantigny
- USAT Captain Arlo L. Olson
- USAT Cardinal O'Connell
- USAT Charles L. Wheeler
- USAT Chateau Thierry
- USAT Chatham
- USAT Chaumont
- USAT Chester A. Arthur
- USAT Chirikof
- USAT City of Lowell
- USAT Clevedon
- USAT Coamo
- USAT Colonel Frederick C. Johnson
- USAT Colonel George W. Ricker
- USAT Colonel Henry R. Casey
- USAT Colonel James A. Moss
- USAT Colonel John E. Baxter
- USAT Colonel John V. White
- USAT Colonel Norris Staynton
- USAT Colonel P. S. Michie
- USAT Colonel Pond
- USAT Colonel William B. Corwin
- USAT Colonel William J. O'Brien
- USAT Colbert
- USAT Contessa
- USAT Copiapo
- USAT Corporal Eric G. Gibson
- USAT Crescent City
- USAT Cristobal
- USAT Crook
- USAT Crown City
- USAT Crown Reefer
- USAT Cuba
- USAT Cynthia Olsen, coulé le 7 décembre 1941[33].

### D
- USAT Dakotan
- USAT David C. Shanks
- USAT David W. Branch
- USAT Davis
- USAT Dellwood
- USAT Dix
- USAT Don Esteban
- USAT Don Isidro

### E
- USAT Edmund B. Alexander
- USAT Elna
- USAT El Occidente
- USAT El Oriente
- USAT El Sol
- USAT Eric G. Gibson
- USAT Ernest Hinds
- USAT Esther Johnson
- USAT Etolin
- USAT Evangeline
- USAT Excelsior

### F
- USAT Fairfax
- USAT Finland
- USAT Florida
- USAT Formalhaut
- USAT Fred C. Ainsworth
- USAT Frederick Funston
- USAT Frederick Lykes

### G
- USAT Gatun
- USAT General A. W. Brewster
- USAT General A. W. Greely
- USAT General Alexander M. Patch
- USAT General Brehon B. Somervell
- USAT General C. C. Ballou
- USAT General C. G. Morton
- USAT General C. H. Muir
- USAT General D. E. Aultman
- USAT General D. S. Stanley
- USAT General Daniel I. Sultan
- USAT General E. T. Collins
- USAT General Edwin D. Patrick
- USAT General Frank M. Coxe
- USAT General G. B. Getty
- USAT General George H. Weeks
- USAT General Gillespie
- USAT General H. B. Freeman
- USAT General H. Brown
- USAT General H. F. Hodges
- USAT General Harry Taylor
- USAT General Hugh J. Gaffey
- USAT General J. H. McRae
- USAT General J. M. Brannan
- USAT General John McE. Hyde
- USAT General John Pope
- USAT General Joseph E. Johnston
- USAT General LeRoy Eltinge
- USAT General M. B. Stewart
- USAT General M. L. Hersey
- USAT General M. M. Patrick
- USAT General Maurice Rose
- USAT General Meigs
- USAT General Mifflin
- USAT General Nathanael Greene
- USAT General Nelson M. Walker
- USAT General O. H. Ernst
- USAT General Omar Bundy
- USAT General Oswald H. Ernst
- USAT General Otis
- USAT General R. B. Ayers
- USAT General R. E. Callan
- USAT General R. H. Jackson
- USAT General R. L. Howze
- USAT General R. M. Blatchford
- USAT General Richard Arnold
- USAT General Robert M. O'Reilley
- USAT General S. B. Holabird
- USAT General S. D. Sturgis
- USAT General Simon B. Buckner
- USAT General Stuart Heintzelman
- USAT General Vallejo
- USAT General W. C. Gorgas
- USAT General W. C. Langfitt
- USAT General W. F. Hase
- USAT General W. G. Haan
- USAT General W. H. Gordon
- USAT General W. M. Black
- USAT General W. P. Randolph
- USAT General W. P. Richardson
- USAT General Wm. M. Graham
- USAT General William O. Darby
- USAT General William Weigel
- USAT George S. Simonds
- USAT George W. Goethals
- USAT George Washington
- USAT George Washington Carver
- USAT Golden Eagle
- USAT Grant
- USAT Great Northern
- USAT Greenville Victory
- USAT Grey Lag

### H
- USAT Haleakala
- USAT Hancock
- USAT Havana
- USAT Heffron
- USAT Hennepin
- USAT Henry Gibbins (1943) (C3 troopship)
- USAT Henry Keswick
- USAT Henry R. Mallory
- USAT Henry T. Allen
- USAT Herkimer
- USAT Honda Knot
- USAT Howell Cobb
- USAT Hubert L. Wigmore (ex USAT Collier No. 1 construit en 1914 à Shanghai pour l'U.S. Army.
- USAT Hugh L. Scott
- USAT Hunter Liggett
- USAT Hydra

### I
- USAT Imperial
- USAT Iroquois
- USAT Irvin L. Hunt

### J
- USAT John Ericsson
- USAT J. Franklin Bell
- USAT J. W. McAndrew
- USAT James O'Hara
- USAT James Parker
- USAT Jarrett M. Huddleston
- USAT John Armstrong
- USAT John L. Clem
- USAT John L. McCarley
- USAT John P. Mitchell
- USAT John Pen
- USAT Jonna
- USAT Joseph T. Dickman
- USAT Joseph V. Connolly

### K
- USAT Kerowlee
- USAT Kentuckian
- USAT Kilpatrick
- USAT Kingsport Victory
- USAT Kivichak
- USAT Klipfontein

### L
- USAT Lakehurst
- USAT Lake Ormoc
- USAT Laurentia
- USAT Legazpi
- USAT Lenape
- USAT Leonard Wood
- USAT Lew Wallace
- USAT Lib Trylon
- USAT Liberty
- USAT Lieutenant Colonel Herman C. Schwumm
- USAT Liscum
- USAT Logan
- USAT LST-246
- USAT LST-833
- USAT Lt. Alexander R. Nininger
- USAT Lt. Col. John U. D. Page
- USAT Lt. Col. Robert E. Shannon
- USAT Lt. George W. G. Boyce
- USAT Lt. James E. Robinson
- USAT Lt. John Craig
- USAT Lt. Raymond O. Beaudoin
- USAT Lt. Robert Craig
- USAT Ludington

### M
- USAT M. G. Zalinski
- USAT Mactan
- USAT Madawaska
- USAT Major General Henry Gibbins (1918)
- USAT Major General William H. Hart (ferry)
- USAT Manitoba (devenu USAT Logan)
- USAT Masaya
- USAT Maui
- USAT Maurine
- USAT McAndrew
- USAT McClellan
- USAT McPherson
- USAT Meigs
- USAT Melrose
- USAT Merrimack
- USAT Merritt
- USAT M.I.T. Victory
- USAT Minnesotan
- USAT Mokatam
- USAT Morlen
- USAT Montanan
- USAT Monterey
- USAT Monticello
- USAT Mount McKinley
- USAT Mount Vernon

### N
- USAT Nebraskan
- USAT Nevada
- USAT Norindies
- USAT North Coast

### O
- USAT Oneida
- USAT Ontonagon
- USAT Orizaba
- USAT Otsego
- USAT Ozark

### P
- USAT Pal Aulaut
- USAT Panaman
- USAT Pastores
- USAT Point San Pedro
- USAT Portmar
- USAT President Buchanan
- USAT President Fillmore
- USAT President Garfield
- USAT President Grant
- USAT President Polk
- USAT President Taylor
- USAT President Tyler
- USAT Private Elden H. Johnson
- USAT Private Francis X. McGraw
- USAT Private Frank J. Petrarca
- USAT Private Joe R. Hastings
- USAT Private Joe E. Mann
- USAT Private Joe P. Martinez
- USAT Private John F. Thorson
- USAT Private John R. Towle
- USAT Private Joseph F. Merrell
- USAT Private Leonard C. Brostrom
- USAT Private Sadao S. Munemori
- USAT Private William H. Thomas
- USAT Puebla

### R
- USAT Republic
- USAT Resolute
- USAT Roanoke
- USAT Robin Doncaster
- USAT Robert C. Grier
- USAT Rochimbea

### S
- USAT San Antonio
- USAT Santa Cecilia (1913)
- USAT Santa Clara
- USAT Santa Maria
- USAT Santa Paula
- USAT Santa Rosa (1916)
- USAT Saratoga
- USAT Sargent Charles E. Mower
- USAT Sgt. Sylvester Antolak
- USAT Saturnia
- USAT Scott
- USAT Sea Barb
- USAT Sea Cat
- USAT Sea Marlin
- USAT Sea Witch
- USAT Seatrain Texas
- USAT Sgt. Andrew Miller
- USAT Sgt. Archer T. Gammon
- USAT Sgt. Charles E. Mower
- USAT Sgt. Cornelius H. Charlton
- USAT Spindle Eye / Sgt. Curtis F. Shoup[34]
- USAT Sgt. George D. Keathley
- USAT Sgt. George Peterson
- USAT Sgt. Howard E. Woodford
- USAT Sgt. Howard L. Kimsey
- USAT Sgt. Jack J. Pendelton
- USAT Sgt. Jonah E. Kelley
- USAT Sgt. Joseph E. Muller
- USAT Sgt. Morris E. Crain
- USAT Sgt. Sylvester Antolak
- USAT Sgt. Truman Kimbro
- USAT Sgt. William R. Button
- USAT Shawnee
- USAT Sheridan
- USAT Sherman
- USAT Short Splice
- USAT Siboney
- USAT Sicilian
- USAT Soreldoc
- USAT South Bend
- USAT Spitfire
- USAT St. Mihiel
- USAT St. Olaf
- USAT Symal Dyke

### T
- USAT Taku
- USAT Talamanca
- USAT Tasker H. Bliss
- USAT Tenadores
- USAT Thomas
- USAT Thomas H. Barry
- USAT Tulagi

### U
- USAT U. S. Grant

### V
- USAT V-108

### W
- USAT Warren
- USAT West Corum
- USAT West Texas
- USAT Will H. Point
- USAT Willard A. Holbrook
- USAT William L. Thompson
- USAT William Lester
- USAT Wright

### Y
- USAT Y-17
- USAT Y-75
- USAT Yarmouth
- USAT Yu Sang
- USAT Yucatan

### Z
- USAT Zebulon B. Vance

## Remorqueurs

### Grands remorqueurs / Large Tug (LT)

#### Remorqueurs sans numéro de type LT
- Big Chief (1897)
- BG John B. Bellinger[35]
- General Charles P. Krauthoff (1904)
- General Richard Arnold (1909)
- General Robert Anderson (1909)
- General Thomas S. Jessup (1904)
- Lt. Col. George S. Gillis[36],[37]
- Lt. Col. Herbert L. Kidwell[38]
- Lt. Col. Lawrence O. Matthews (1930)
- Lt. Col. William R. Kendricks (1942)
- Maj Geo J. Harrell[39]

#### Remorqueurs numérotés de type LT
- U.S. Army MAJ Ethel A. Robbins (LT 1)[36]
- U.S. Army Maj Randolph J. Hermandez (LT 2)[40]
- U.S. Army Maj MAJ Ralph Bogle (LT 3)[36]
- U.S. Army Maj Wilbur F. Browder (LT 4)[36]
- U.S. Army Maj Elisha K. Henson (LT-5)
- U.S. Army Maj Ocea L. Ferris (LT 6)[36]
- U.S. Army Maj George W. Hovey (LT 7)[36]
- U.S. Army Maj Charles A. Radcliff (LT 8)[36]
- U.S. Army LT-57[41]
- U.S. Army LT-60[42]
- U.S. Army LT-62
- U.S. Army LT-132[43]
- U.S. Army LT-156[44]
- U.S. Army LT-187[45]
- U.S. Army LT-221
- U.S. Army LT-239
- U.S. Army LT-371
- U.S. Army LT-376[46]
- U.S. Army LT-377[47]
- U.S. Army LT-389
- U.S. Army LT-452[48]
- U.S. Army LT-455[49]
- U.S. Army LT-532[50]
- U.S. Army LT-535
- U.S. Army LT-536[51]
- U.S. Army LT-646[52]
- U.S. Army LT 784[53]
- U.S. Army LT-814
- U.S. Army LT-815[54]
- U.S. Army LT-820[55]
- U.S. Army LT-821[56]

#### LT d'après guerre
- U.S. Army LT-1964
- U.S. Army LT 2075[57]
- U.S. Army LT-2082[58]
- U.S. Army Col. Albert H. Barkley[59]

### Petits remorqueurs / Small Tug (ST)
- U.S. Army ST-10
- U.S. Army ST-35
- U.S. Army ST-39
- U.S. Army ST-165
- U.S. Army ST-488
- U.S. Army ST-511
- U.S. Army ST-539
- U.S. Army ST-672
- U.S. Army ST-674
- U.S. Army ST-675
- U.S. Army ST-679
- U.S. Army ST-719
- U.S. Army ST-720
- U.S. Army ST-725
- U.S. Army ST-731

## USAS après 1950
- USAS Report (AGP-289)
- USAS American Mariner
- USAS Muskingum (V-108)